# Silibinin
Silibinin (též silybin) je hlavní účinnou složkou silymarinu, tedy standardizovaného extraktu ze semen ostropestřce mariánského (Silybum marianum). Je dostupný pod mnoha obchodními názvy (např. Flavobion, Silymarin AL aj.).
Jedná se o jeden z flavonolignanů, které tato semena resp. silymarin obsahují (dále obsahují isosilibinin, silikristin a silydianin). Samotný silibinin je směsí dvou diastereoizomerů silibininu A + silibininu B přítomných v přibližně stejném molárním poměru. Silibinin vykazuje ochranný účinek ve vztahu k jaterním buňkám (je hepatoprotektivem), který byl prokázán jak u živočichů (in vivo), tak in vitro. K jeho uplatněním patří léčba důsledků otrav hepatotoxickými jedy (hepatotoxický = to, co je toxické, jedovaté vůči játrům) kam například patří cirhóza jater způsobená nadměrnou konzumací etanolu. Injekční forma chemicky pozměněného silibininu (silibinin dihydrogen disuccinate disodium), je vyráběn pod názvem Legalon SIL. V současné době je registrována kontrolovaná randomizovaná studie, která by měla účinnost tohoto preparátu v léčbě otrav způsobených tzv. muchomůrkovými jedy (kupř. faloidin a amanitin - jedy obsažené např. v muchomůrce zelené) ověřit. Dále bylo zjištěno, že in vitro silibinin má protirakovinové účinky, konkrétně proti lidským nádorovým buňkám adenokarcinomu prostaty, nádorů prsu, ektocervixu (tj. nádoru určité části děložního hrdla) a konečně proti nádorovým buňkám plic (způsobujících jak malobuněčné tak nemalobuněčné bujení). Určitou zajímavostí je objevení neuroprotektivního účinku silibininu u myší.

## Farmakologie
Silibinin jako takový má omezenou rozpustnost ve vodě a má rovněž malou biologickou dostupnost (bioavailabilitu), což znamená, že pro dosažení přiměřeného účinku se musí podávat větší dávky. Tyto farmakokinetické nedostatky vedly k úvahám nad různými variantami silibininu. Například bylo zjištěno, že kombinace silibininu s lecitinem tj. fosfatidylcholinem zvyšuje desetinásobně biologickou dostupnost silibininu. Tento komplex (lecitin + silymarin) byl nazván Silipide. Další dobře rozpustnou kombinací je silibinin + β-cyklodextrin. Rovněž byl vyvinut silibininový glykosid, který má nejen lepší biodostupnost, ale také vykazuje lepší hepatoprotektivní efekt.
Silymarin stejně jako jiné flavonoidy je schopen zabránit opouštění látek z buněk (tzv. efluxu) zprostředkovaného P-glykoproteinem, přičemž tato modulace aktivity zmíněného P-glykoproteinu může hrát roli v ovlivnění biologické dostupnosti léčiv, pro něž je tento protein metabolickým substrátem. Bylo také pozorováno, že silymarin omezuje fungování enzymu cytochromu P450, a tak může způsobit zpomalené vylučování léčiv, které jsou tímto enzymem metabolizovány.

## Toxicita
Silibinin vykazuje obecně minimální toxicitu, naopak je v léčbě různých otrav využíván. Žádná úmrtí či jiné vážnější vedlejší účinky nebyly zaznamenány při orálně podávaných dávkách 20 g/kg u myší resp. 1 g/kg u psů. Medián smrtelné dávky (LD50) podávané intravenózně činil 400 mg/kg u myší, 385 mg/kg u krys, 140 mg/kg u králíků. Tyto hodnoty znamenají velmi nízkou toxicitu silibininu.
Silibinin rovněž vykazuje velmi nízkou subakutní a chronickou toxicitu a žádný embryotoxický potenciál.

## Další možné využití
Nedávné studie prokázaly, že silibinin by mohl být pomocí v kontrole hladiny glukózy (glykemie) pro pacienty s cukrovkou II. typu
Laboratorní experimenty potvrdily, že silibinin je schopen chránit myší jaterní buňky před vlivem jedu alfa-amanitinu, který se vyskytuje v muchomůrce zelené.

## Biotechnologická produkce
K výrobě silibininu lze využít technik využívajích kalusovou kulturu, konkrétně se jako efektivní ukázala aplikace elicitorů v podobě substitučních variant pyrazinkarboxamidů. Tyto elicitory výrazně zvýšily produkci flavonolignanů v kalusové a suspenzní kultuře ostropestřce mariánského (Silybum marianum (L.).